# Euphyia scitiferata
Euphyia scitiferata là một loài bướm đêm trong họ Geometridae.